# F2C
『F2C』（ファッションファイトクラブ）は、2007年4月6日（4月5日深夜）から2008年3月28日（3月27日深夜）まで中京テレビで放送されていた情報バラエティ番組である。実際のタイトルロゴには「FASHION FIGHT CLUB」が副題として添えられていたが、番組表上では常に「F2C」とだけ表記されていた。

## 概要
2007年3月まで同時間帯で放送されていた『D4』のリニューアル版で、名古屋市内の同じブティックに勤める2人のライバル販売員（ファッションファイター）たちが同じアイテムを使い、いかにお洒落にコーディネートできるかを競いあうバラエティ企画を主軸にしていた。すなわち、前番組が実施していた企画「千晃のファッションファイター」を単独番組化したものである。販売員2人の勝敗は、彼女たちの勤務先の責任者とファッションコメンテーターとファッションモデルたちの審査によって決められていた。
この番組も前番組と同様に、各種エンターテインメント情報の提供には番組連動データ放送を活用していた。販売員2人がファッションファイトに使ったアイテムは、NTTドコモのワンセグ対応端末のみでアクセス可能なモバイルサイト「F2C SHOP」（ファッションファイトクラブショップ）で購入することができた。
2007年12月22日（土曜）には、名古屋市中区栄のファッションビル・LACHICで番組の公開収録が行われた。

## 放送時間
いずれも日本標準時、基本時間のみを掲載。
- 金曜 0:26 - 0:41 （木曜深夜：2007年4月5日 - 2007年9月27日）
- 金曜 0:29 - 0:44 （木曜深夜：2007年10月4日 - 2008年3月27日）

## 出演者
- 古坂大魔王（ノーボトム）
- 伊藤千晃（AAA） - 『D4』から引き続き出演。
- 尾原秀三（当時中京テレビアナウンサー） - 『D4』の最終回をもって卒業ということにされていたが、この番組にも引き続き「OBAKKO」として出演していた。